# Sounder (servizio ferroviario suburbano)
Il Sounder è il servizio ferroviario suburbano a servizio dell'area metropolitana di Seattle. Si compone di due linee, la linea N (in inglese N Line) e la linea S (in inglese S Line), per una lunghezza totale di 134 km; è gestito dalla BNSF Railway per conto dell'azienda cittadina Sound Transit.
La prima linea del Sounder ad entrare in servizio fu la linea S, inaugurata il 18 settembre 2000. Il successivo 23 dicembre 2003 fu invece attivata la linea N. L'8 ottobre 2012 il servizio della linea S venne esteso da Tacoma a Lakewood, con fermata intermedia presso la stazione di South Tacoma.

## La rete
| Linea   | Percorso                       | Apertura | Ultima estensione | Lunghezza | Stazioni |
| ------- | ------------------------------ | -------- | ----------------- | --------- | -------- |
| Linea S | Seattle King Street ↔ Lakewood | 2000     | 2012              | 78 km     | 9        |
| Linea N | Seattle King Street ↔ Everett  | 2003     | -                 | 56 km     | 4        |

La linea nord si compone giornalmente di 8 corse, 4 per direzione, distribuite principalmente durante le ore di punta, la linea sud si compone invece di 22 corse, 11 per direzione. Nei fine settimana la rete non è attiva.